# Wiesław Osuchowski
Wiesław Osuchowski (ur. 4 czerwca 1947 w Grabowcu) – polski nauczyciel, działacz młodzieżowy, dyplomata, konsul generalny w Sydney (1996–2001), we Lwowie (2004–2008) i w Ałmaty (2009–2013).

## Życiorys
Ukończył Wyższą Szkołę Pedagogiczną w Kielcach, uzyskując tytuł magistra historii (1978), Centralną Szkołę Komsomołu w Moskwie (1970–1971) oraz Akademię Dyplomatyczną w Moskwie na kierunku historia stosunków międzynarodowych ze specjalizacją Stany Zjednoczone (1987).
Przez trzy lata uczył w szkole podstawowej w Grabowcu. W latach 1970–1984 był działaczem i etatowym pracownikiem Związku Młodzieży Wiejskiej (m.in. przewodniczący komitetu powiatowego) i Związku Socjalistycznej Młodzieży Polskiej (m.in. przewodniczący komitetu wojewódzkiego w Kielcach). W 1968 wstąpił do Polskiej Zjednoczonej Partii Robotniczej, w ramach jej struktur był członkiem plenum Komitetu Powiatowego w Starachowicach (1972–1974) oraz egzekutywy Komitetu Wojewódzkiego w Kielcach (1978–1981). Doszedł do funkcji I zastępcy przewodniczącego Zarządu Głównego ZSMP. Pracę w Ministerstwie Spraw Zagranicznych rozpoczął w 1987 jako ekspert w Departamencie III – Stany Zjednoczone, a następnie kontynuował ją jako radca ministra. We wrześniu 1989 wyjechał do Konsulatu Generalnego RP w Toronto. Po powrocie do Centrali w 1992 – radca ministra w Protokole Dyplomatycznym, gdzie doszedł do stanowiska zastępcy dyrektora. W 1996 objął stanowisko Konsula Generalnego RP w Sydney. Po powrocie w 2001 został zastępcą dyrektora Departamentu Konsularnego i Polonii w randze radcy-ministra, odpowiedzialnym za problematykę polonijną. Od stycznia 2004 do listopada 2008 Konsul Generalny RP we Lwowie. Od 1 lipca 2005 ambasador tytularny. Od września 2009 do sierpnia 2013 Konsul Generalny RP w Ałmaty. Po zjechaniu z placówki przeszedł na emeryturę.
W latach 2002–2004 pełnił funkcję sekretarza Fundacji „Pomoc Polakom na Wschodzie”.
Odznaczony Krzyżem Komandorskim Orderu Zasługi Republiki Francuskiej.
Syn Eugeniusza i Natalii.